# Chadid
Chadid (hebräisch חָדִיד ‚scharf‘, unpunktiert: חדיד) ist ein 1950 gegründeter Moschav im RV Chevel Modiʿin im Zentralbezirk Israels. 2018 lebten in Chadid 887 Menschen. Der Moschav liegt bei dem antiken Siedlungshügel Tel Chadid  (תל-חָדִיד), wo das biblische Chadid vermutet wird.

## Geschichte
Chadid wird in der Bibel als antike Siedlung des Stammes Benjamin erwähnt (Buch Esra 2/33 und Buch Nehemia 11/34). 2008 führte Chagit Torge (חגית טורגה), Archäologe der Bar-Ilan-Universität und der israelischen Antikenhörde, in Tel Chadid Ausgrabungen durch.